# Атай

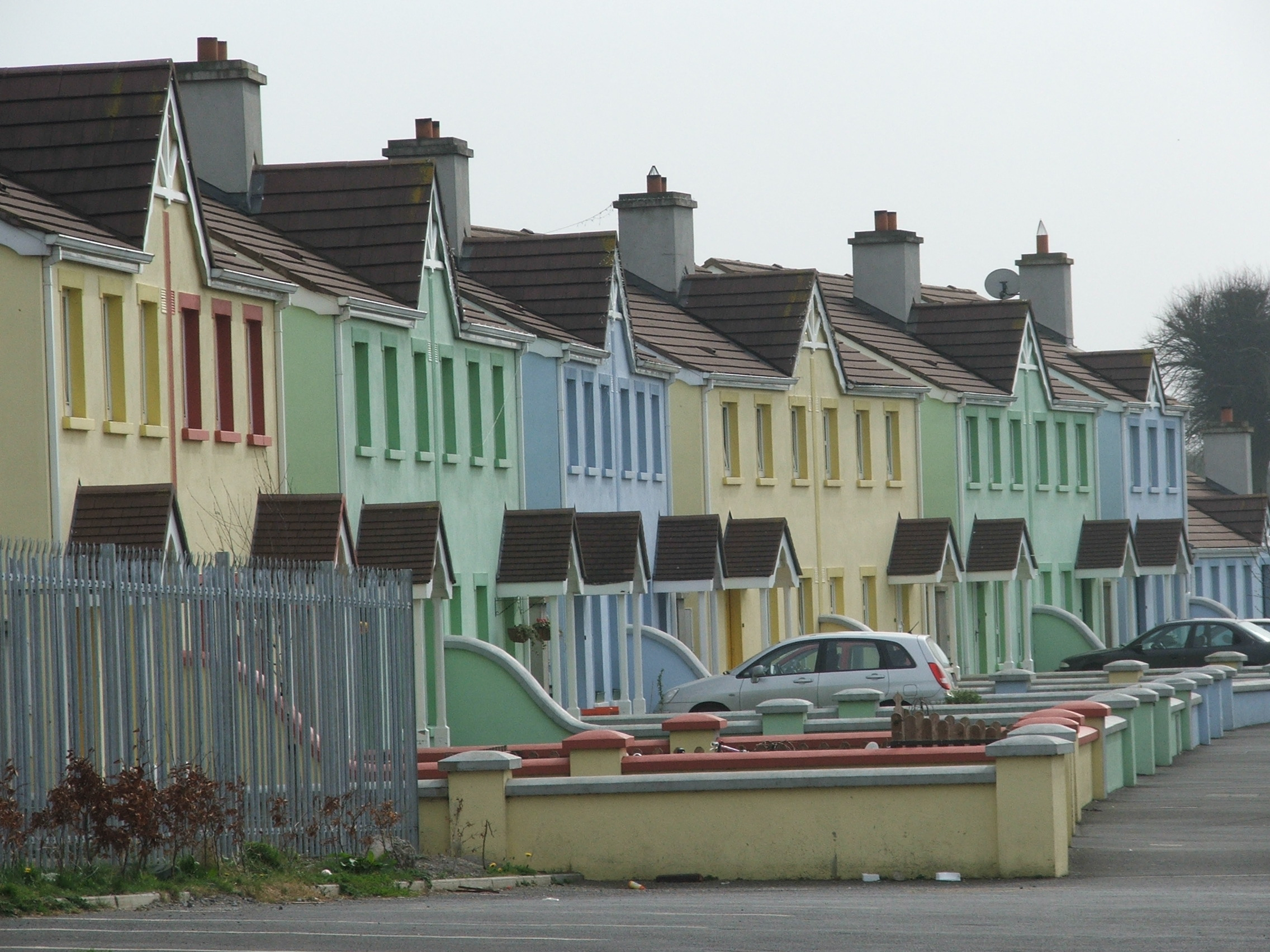

Атай (англ. Athy; ирл. Baile Átha Í, Бале-Ахи, «город у брода Ае») — торговый (малый) город в Ирландии, находится в графстве Килдэр (провинция Ленстер). Среди местных достопримечательностей — замок Килкея.
Местная железнодорожная станция была открыта 4 августа 1846 года и закрыта для товароперевозок 6 сентября 1976 года; на машине до города можно добраться по трассам N78 и R417.

## Демография
Население — 8218 человек (по переписи 2006 года). В 2002 году население составляло 6049 человек. При этом, население внутри городской черты (legal area) было 7943, население пригородов (environs) — 275.
Данные переписи 2006 года:
| Общие демографические показатели |               |                               |                               |      |      |
| Всё население                    | Всё население | Изменения населения 2002—2006 | Изменения населения 2002—2006 | 2006 | 2006 |
| 2002                             | 2006          | чел.                          | %                             | муж. | жен. |
| 6049                             | 8218          | 2169                          | 35,9                          | 4104 | 4114 |

В нижеприводимых таблицах сумма всех ответов (столбец «сумма»), как правило, меньше общего населения населённого пункта (столбец «2006»).
| Религия (Тема 2 — 5 : Число людей по религиям, 2006) |             |                |             |            |       |      |
| Католики, чел.                                       | Католики, % | Другая религия | Без религии | не указано | сумма | 2006 |
| 7056                                                 | 85,9        | 741            | 248         | 173        | 8218  | 8218 |

| Этно-расовый состав (Этничность. Тема 2 — 3 : Постоянное население по этническому или культурному происхождению, 2006) |            |              |       |        |        |            |       |       |
| Белые ирландцы | Лухт-шулта | Другие белые | Негры | Азиаты | Другие | Не указано | сумма | 2006  |
| 6828 | 75         | 571          | 331   | 73     | 123    | 149        | 8150  | 8218  |
| Доля от всех отвечавших на вопрос, %                                                                                   |            |              |       |        |        |            |       |       |
| 83,8 | 0,9        | 7,0          | 4,1   | 0,9    | 1,5    | 1,8        | 100   | 99,21 |

1 — доля отвечавших на вопрос о языке от всего населения.
| Владение ирландским языком (Тема 3 — 1 : Число людей от 3 лет и старше по способности говорить по-ирландски, 2006) |      |            |       |       |
| Владеете ли Вы ирландским языком?                                                                                  |      |            |       |       |
| Да | Нет  | Не указано | сумма | 2006  |
| 2690 | 4835 | 244        | 7769  | 8218  |
| Доля от всех отвечавших на вопрос о языке, %                                                                       |      |            |       |       |
| 34,6 | 62,2 | 3,1        | 100   | 94,51 |

1 — доля отвечавших на вопрос о языке от всего населения.
| Использование ирландского языка (Тема 3 — 2 : Говорящие по-ирландски от 3 лет и старше по частоте использования ирландского языка, 2006) |                                                            |                                               |                                               |                                               |                                               |                                               |       |                                     |      |
| Как часто и где Вы говорите по-ирландски?                                                                                                |                                                            |                                               |                                               |                                               |                                               |                                               |       |                                     |      |
| ежедневно, только в образовательных учреждениях                                                                                          | ежедневно, как в образовательных учреждениях, так и вне их | в других местах (вне образовательной системы) | в других местах (вне образовательной системы) | в других местах (вне образовательной системы) | в других местах (вне образовательной системы) | в других местах (вне образовательной системы) | сумма | всего, отвечавших на вопрос о языке | 2006 |
| ежедневно, только в образовательных учреждениях                                                                                          | ежедневно, как в образовательных учреждениях, так и вне их | ежедневно                                     | каждую неделю                                 | реже                                          | никогда                                       | не указано                                    | сумма | всего, отвечавших на вопрос о языке | 2006 |
| 798 | 81                                                         | 75                                            | 152                                           | 943                                           | 591                                           | 50                                            | 2690  | 7769                                | 8218 |
| Доля от всех отвечавших на вопрос о языке, %                                                                                             |                                                            |                                               |                                               |                                               |                                               |                                               |       |                                     |      |
| 10,3 | 1,0                                                        | 1,0                                           | 2,0                                           | 12,1                                          | 7,6                                           | 0,6                                           | 34,6  | 100                                 |      |

| Типы частных жилищ (Тема 6 — 1(a) : Число частных домовладений по типу размещения, 2006) |          |         |                 |            |       |      |
| Отдельный дом                                                                            | Квартира | Комната | Переносные дома | не указано | сумма | 2006 |
| 2529                                                                                     | 273      | 16      | 13              | 90         | 2921  | 8218 |